# Pauline Peyraud-Magnin
Pauline Peyraud-Magnin (Lyon, 17 maart 1992) is een voetbalspeelster uit Frankrijk. Ze speelt als doelverdediger voor Juventus FC in de Serie A.

## Clubcarrière
Peyraud-Magnin begon haar profcarrière bij Olympique Lyon, waar ze twee periodes voor uitkwam. Tussendoor speelde ze voor Issy, Saint-Étienne en Marseille. Na in haar tweede periode drie keer landskampioen te zijn geworden, werd Peyraud-Magnin overgenomen door Arsenal WFC dat een transfersom betaalde om haar vast te kunnen leggen tot 30 juni 2018. Ze maakte haar debuut voor de Londense club in de openingswedstrijd van het seizoen 2018/19 tegen Liverpool LFC die met 5-0 werd gewonnen op 9 september 2018.
Op 1 juli 2020 werd Peyraud-Magnin als nieuwe aanwinst van het Spaanse Atlético Madrid gepresenteerd. Ze tekende een tweejarig contract in de Spaanse hoofdstad. Ze diende dit contract niet uit. Na een jaar stapte ze op 2 juli 2021 namelijk over naar Juventus FC.

## Statistieken
| Seizoen | Club                | Land      | Competitie       | Wedstrijden | Doelpunten |
| ------- | ------------------- | --------- | ---------------- | ----------- | ---------- |
| 2011/12 | Olympique Lyon      | Frankrijk | Division 1       | 0           | 0          |
| 2012/13 | Olympique Lyon      | Frankrijk | Division 1       | 2           | 0          |
| 2013/14 | Olympique Lyon      | Frankrijk | Division 1       | 3           | 0          |
| 2014/15 | GPSO 92 Issy        | Frankrijk | Division 1       | 16          | 0          |
| 2015/16 | AS Saint-Étienne    | Frankrijk | Division 1       | 16          | 0          |
| 2016/17 | Olympique Marseille | Frankrijk | Division 1       | 19          | 0          |
| 2017/18 | Olympique Lyon      | Frankrijk | Division 1       | 1           | 0          |
| 2018/19 | Arsenal WFC         | Engeland  | Super League     | 13          | 0          |
| 2019/20 | Arsenal WFC         | Engeland  | Super League     | 3           | 0          |
| 2020/21 | Atlético Madrid     | Spanje    | Primera División | 21          | 0          |
| 2021/22 | Juventus FC         | Italië    | Serie A          | 14          | 0          |
| 2022/23 | Juventus FC         | Italië    | Serie A          | 20          | 0          |
| 2023/24 | Juventus FC         | Italië    | Serie A          | 23          | 0          |
| 2024/25 | Juventus FC         | Italië    | Serie A          | 20          | 0          |
| Totaal  | Totaal              | Totaal    | Totaal           | 171         | 0          |

Laatste update: 19 april 2025

## Interlandcarrière
Peyraud-Magnin maakte haar debuut voor het Franse nationale team op 4 april 2019 in een vriendschappelijke wedstrijd tegen Japan. In hetzelfde jaar werd ze opgenomen in de Franse selectie voor op het WK 2019 in eigen land. Drie jaar later haalde ze met haar land de halve finale op het EK 2022 in Engeland.
Een jaar later was Peyraud-Magnin ook van de partij op het WK 2023 in Australië en Nieuw-Zeeland. Frankrijk haalde de kwartfinale die na penalty's verloren ging tegen gastland Australië.
In juli 2024 werd bekend dat Peyraud-Magnin zich mocht opmaken voor haar eerste Olympische Spelen door geselecteerd te worden voor de Olympische Zomerspelen 2024 in eigen land.